# Chris Fedun
Christopher Michael Fedun (ur. 14 lutego 1986) aktualnie mieszka w Nashville Tennessee, ale stale podróżuje do LA.
Był częścią grupy Jump5 aż do grudnia 2007, kiedy grupa została rozwiązana. Z Jump5 on zarejestrował 9 albumów i był częścią licznych video clipów, ścieżek dźwiękowych i DVD. Jedno z jego ulubionych doświadczeń z grupą był występ w Białym Domu w 2001.
Aktualnie pracujące nad solową karierą, Fedun był zajęty pisaniem  i ścieżką do jego nadchodzącego EP. Oprócz nauki śpiewu, lekcje gry na fortepianie, gitarze, ale również gimnastykii, jazzu, popu, baletu oraz hip-hopu.
Fedun zagrał w kilku teledyskach i gra rolę w nadchodzącym filmie, Taniec truposzy. Jest nauczycielem tańca w Akademii Tańca w Nashville.